# Jenny Nordberg
Jenny Nordberg es una periodista sueca que vive en Nueva York. Ella es conocida por su libro de 2014: Las Niñas Subterráneas de Kabul: En Busca de Una Resistencia Oculta en Afganistán (en Inglés: The Underground Girls of Kabul: In Search of A Hidden Resistance in Afghanistan) (ISBN 978-0307952493).

## Vida
Nordberg tiene un B.A. desde la Universidad de Estocolmo en Ley y Periodismo y un M.A. desde la Universidad de Columbia en Periodismo.

## Premios
- 2015 Premio del Libro de J. Anthony Lukas (por Las niñas subterráneas de Kabul)[2]
- 2015 IPI Global Observatory Recommended Book (por Las niñas subterráneas de Kabul)[3]
- 2014 El Libro Favorito del autor de Salon (por Las niñas subterráneas de Kabul)[3]
- 2014 Mejores Libros de No Ficción de Buzzfeed (por Las niñas subterráneas de Kabul)[3]
- 2014 Mejor Libro de Business Insider (por Las niñas subterráneas de Kabul)[3]
- 2014 Mejor Libro de Columbus Dispatch (por Las niñas subterráneas de Kabul)[3]
- 2014 Mejor Libro de Publishers Weekly (por Las niñas subterráneas de Kabul)[3]
- 2014 Mejor Libro de PopMatters (por Las niñas subterráneas de Kabul)[3]
- 2014 Mejor Libro de FP Interrupted (por Las niñas subterráneas de Kabul)[3]
- 2014 Mejor Libro de TruthDig (por Las niñas subterráneas de Kabul)[3]
- Finalista para el Premio Goodreads Choice, no ficción[3]
- 2010 Premio Periodismo de Robert F. Kennedy (por su documental de televisión sobre las mujeres afganas)[4]
- Premio de Investigative Reporters and Editors[5]
- Premio de Foreningen Gravande Journalister[1]